# Beyond.pl
Beyond.pl – polska spółka z ograniczoną odpowiedzialnością, od 2005 oferująca odbiorcom biznesowym usługi outsourcingu rozwiązań IT: kolokacja serwerów, chmura obliczeniowa (cloud computing), infrastruktura dedykowana oraz administracja IT. Prowadzi neutralne telekomunikacyjnie centra danych. Oba centra danych Beyond.pl ulokowane są w Poznaniu, a ich łączna powierzchnia to 12 800 m². Beyond.pl Data Center 1 funkcjonuje od 2007 i mieści się przy ul. Półwiejskiej, natomiast Beyond.pl Data Center 2 zostało otwarte w 2016 przy ul. Dziadoszańskiej. Od lipca 2018 ulica nosi nazwę: Adama Kręglewskiego. Beyond.pl założony został w 2005. Pomysłodawcą i prezesem firmy jest Michał Grzybkowski. Firma jest członkiem m.in. Polsko-Niemieckiej Izby Przemysłowo-Handlowej, Konsorcjum Marki Poznań, Wielkopolskiego Związku Pracodawców Lewiatan.

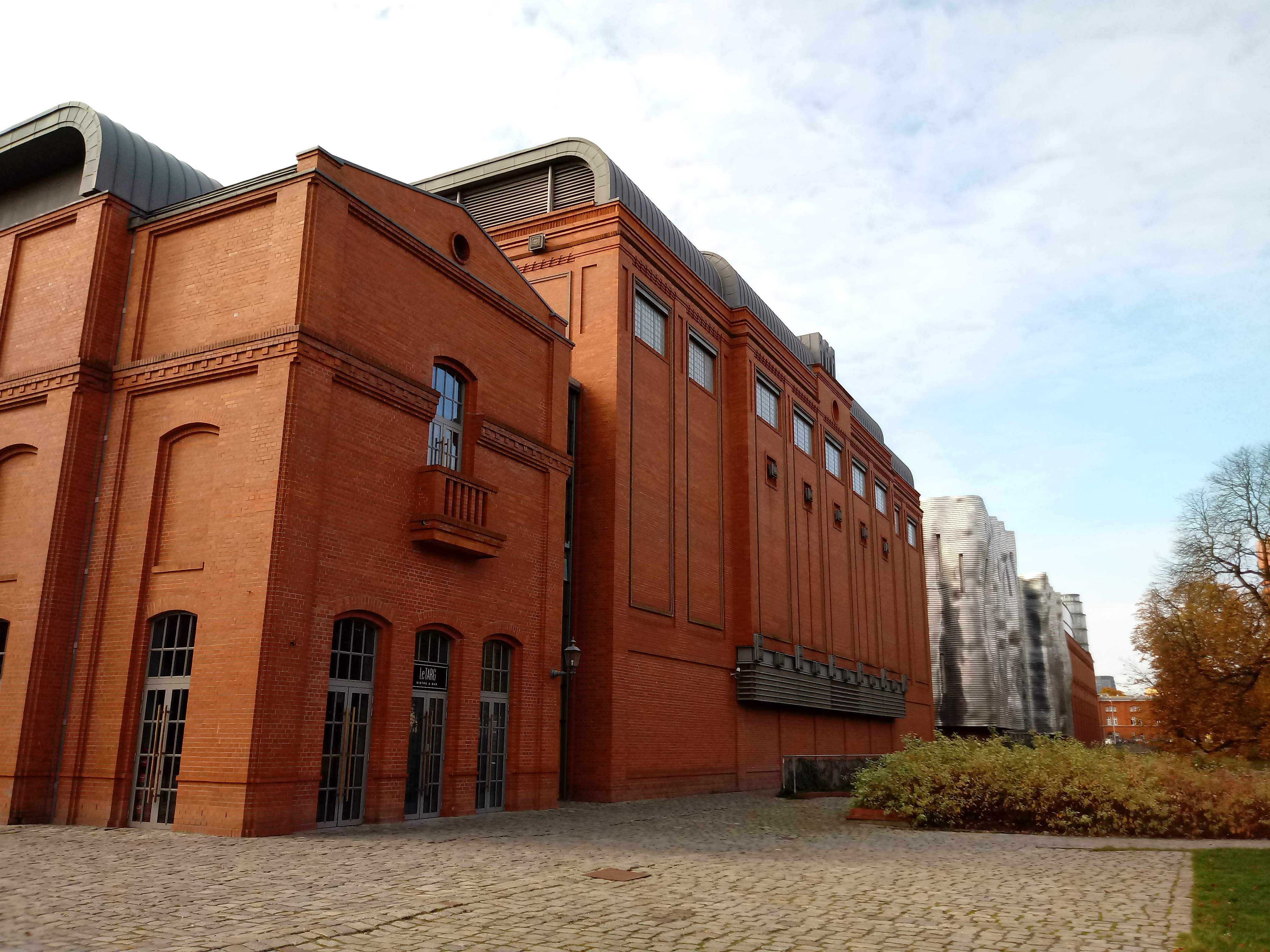
Siedziba Data Center 1

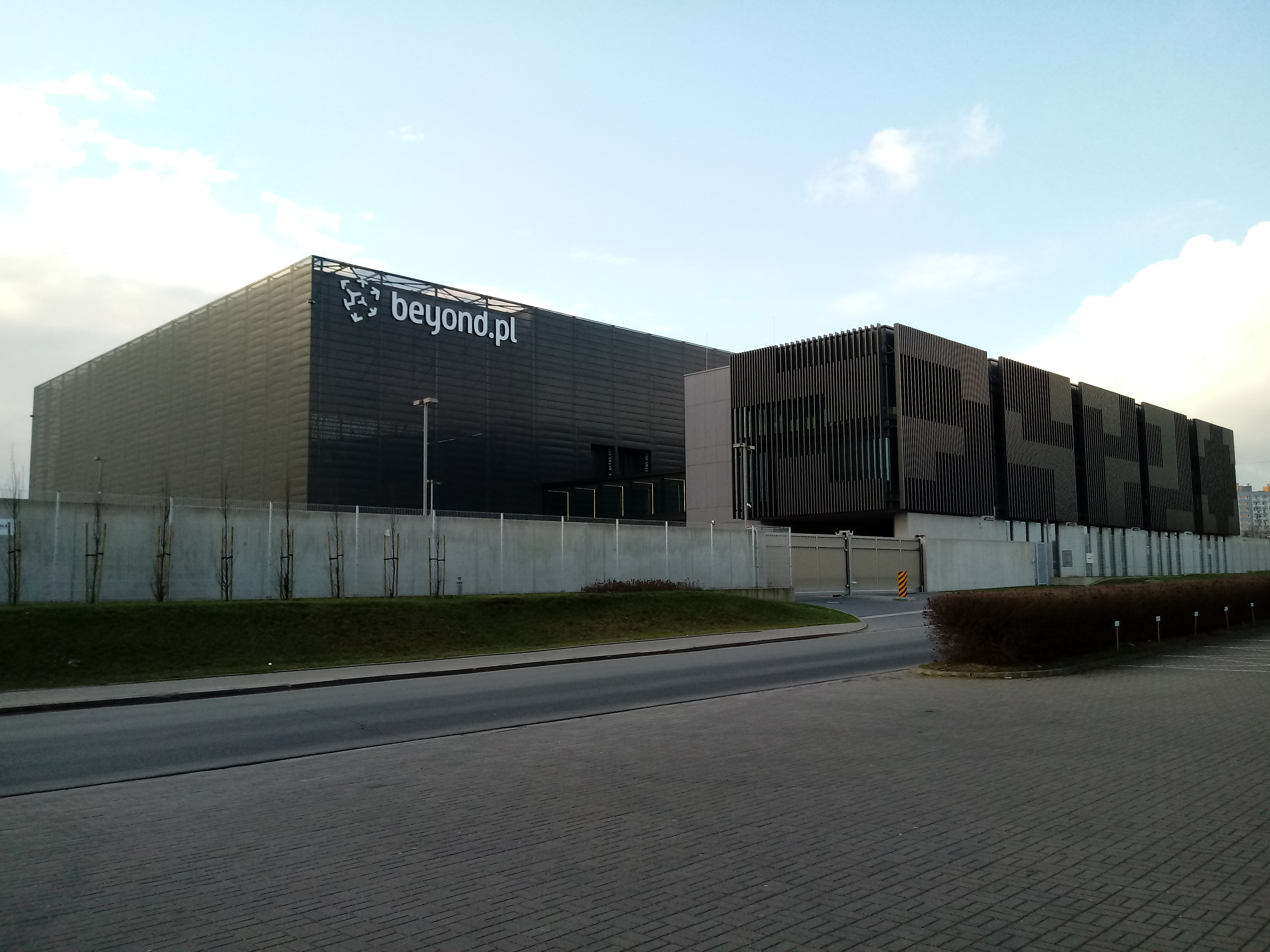
Siedziba Data Center 2

## Historia
Firma Beyond.pl Sp. z o.o. powstała w 2005 roku. Pierwsze centrum danych Beyond.pl otwarte zostało w 2007 w poznańskim Starym Browarze. Z serwerowni tego centrum korzystały wówczas m.in. takie marki jak Nasza Klasa, PayU, Money.pl, Meble VOX, Nokaut, Zenbox, Mobilet, Castorama, Agencja Trol Intermedia, AMICA, Cermag, GoldenSubmarine, Kwejk.pl, Hochtief, Stopklatka.pl, Komputronik, epoznan.pl, IAI S.A., DINO.
W 2008 została uruchomiona chmura obliczeniowa, która była i nadal jest oparta na technologii VMware. W marcu 2010 Beyond.pl przeprowadził wdrożenie SAP w chmurze. W grudniu 2011 firma Beyond.pl uruchomiła publiczną chmurę obliczeniową e24cloud w modelu infrastruktury jako usługi (Infrastructure as a Service). Serwery w chmurze e24cloud umożliwiają stworzenie, prowadzenie i skalowanie infrastruktury dla ecommerce, aplikacji, czy stron www oraz zarządzanie bazami danych i przechowywanie danych. e24cloud wsparła takie akcje jak WWF "Godzina dla Ziemi" oraz "AntyACTA". Serwery w chmurze e24cloud co roku wspierają swoją technologią imprezę charytatywną Poland Business Run.
W grudniu 2011 spółka Beyond.pl podpisała umowę partnerską z dostawcą międzynarodowej infrastruktury internetowej, Level 3 Communications. Pozwoliło to polskim podmiotom gospodarczym na wysokiej jakości transmisję danych z zagranicznymi partnerami.
W 2013 firma otrzymała nagrodę Diament magazynu Forbes. Puls Biznesu w 2014 ujął firmę w 14. edycji zestawienia najdynamiczniej rozwijających się firm w skali kraju – Gazele Biznesu 2013. 10 czerwca 2014 spółka otrzymała nagrodę IT Future Awards 2014 w kategorii Data Center Leader – centrum danych.
W 2013 rozpoczęto budowę, a 28 stycznia 2015 w towarzystwie Prezydenta Miasta Poznania Jacka Jaśkowiaka na terenie budowy przy ul. Dziadoszańskiej na Franowie, odbyła się uroczystość wmurowania kamienia węgielnego pod inwestycję Centrum Badań Technologii Informatycznych. W 2016 budynek Data Center 2 został oddany do użytku.
W listopadzie 2016 Beyond.pl Data Center 2, jako pierwsze w Europie, otrzymało certyfikat Rated 4 wg ANSI/TIA-942. Norma ANSI/TIA-942 akredytowana przez American National Standards Institute określa wytyczne dla elementów projektowych i środowiskowych Centrum Danych takich, jak: układ pomieszczeń, okablowań, poziom niezawodności, stosowane systemy bezpieczeństwa, systemy mechaniczne i elektryczne, nadmiarowość w instalacjach oraz względy środowiskowe. Certyfikat Rated 4 to najwyższy status standardu bezpieczeństwa centrów danych w ramach normy ANSI/TIA-942, który można otrzymać tylko w przypadku, gdy pojedyncza awaria w dowolnym miejscu infrastruktury nie wpływa na działanie centrum. We wrześniu 2017 oba centra danych Beyond.pl otrzymały certyfikat ISO/IEC 27001:2013.
15 marca odbyła się konferencja Partner Leadership Summit 2018 organizowana przez VMware. Podczas wydarzenia Beyond.pl został nagrodzony za największy w Polsce obrót VMware Cloud Provider Program.
W maju 2018 Beyond.pl uruchomił Microsoft Azure Stack na platformie produkcyjnej w Data Center 2. Jest to pierwsza tego typu komercyjna realizacja w Europie Środkowo-Wschodniej. Wykorzystując Azure Stack, Beyond.pl oferuje nie tylko usługi PaaS, ale i wiele usług dostępnych w chmurze Microsoft Azure. Firma świadczy również pełne usługi wsparcia przy wdrożeniu i administracji IT.
We wrześniu 2018 Beyond.pl Data Center 2 otrzymało oficjalny status PCI DSS Certificate of Compliance. Certyfikat PCI DSS jest światowym standardem bezpieczeństwa ustalonym przez organizacje finansowe zapewniającym ochronę danych osobowych posiadaczy kart. Oznacza to, że rozwiązania Beyond.pl mogą być wykorzystywane do obsługi płatności elektronicznych.
W połowie 2019 roku Beyond.pl dołączył do grona VMware Cloud Verified Partners jako podmiot świadczący usługi VMware. Dzięki oznaczeniu Cloud Verified klienci mogą mieć dodatkową pewność, że Beyond.pl świadczy usługi, bazując na kompletnej technologii VMware Cloud.
1 października 2019 roku prezesem Beyond.pl został Claes Meyer zu Allendorf, duński manager z ponad 20-letnim, międzynarodowym doświadczeniem w branży IT. Jego zadaniem będzie przygotowanie nowej strategii poznańskiej spółki.
Na początku 2020 roku Beyond.pl spełnił kryteria SOC 2 – międzynarodowego standardu gromadzenia i wymiany informacji dedykowanego dostawcom usług IT.
W maju 2020 roku Beyond.pl ogłosił, iż nowym Prezesem Zarządu został Wojciech Stramski.

## Data Center 1
Data Center 1 obejmuje 800 m² powierzchni technologicznej. Obiekt spełnia wymogi międzynarodowego standardu Rated-3 wg ANSI/TIA-942. Gwarantuje to dostępność zasobów na poziomie minimum 99,982% oraz redundancję kluczowych elementów.

## Data Center 2
Powierzchnia obiektu to 12 000 m². Obiekt posiada certyfikat Rated 4 wg ANSI/TIA-942 potwierdzający najwyższy standard bezpieczeństwa we wszystkich czterech obszarach: architektury, mechaniki, zasilania i telekomunikacji. W budynku znajdują się dwa niezależne systemy zasilania awaryjnego: generatory prądu z masami wirującymi (Diesel Rotary UPS) oraz zasilanie oparte na tradycyjnych systemach UPS z bateriami i generatorami prądu. W Beyond.pl Data Center 2 zastosowano pierwsze w kraju chłodzenie adiabatyczne. Infrastruktura została zaprojektowana tak, aby odbiorcy mieli możliwość wyboru dowolnego operatora telekomunikacyjnego o zasięgu międzynarodowym lub krajowym.
Przez wymienione centra danych obsługiwane są m.in. takie firmy jak: Fibaro, InterSport, Pepco, Yanosik, Wykop.pl, Ecco Holiday, Polenergia, Castorama, Kinguin, Rehasport Clinic, BMW Olszowiec.

## Poznański Punkt Wymiany Ruchu Internetowego
Beyond.pl jest współinicjatorem i założycielem działającego od 2004 roku Poznańskiego Punktu Wymiany Ruchu Internetowego (PIX).
PIX jest projektem o charakterze niekomercyjnym, zapewniającym bardzo szybką transmisję wykorzystującą światłowodowe łącza Gigabit Ethernet. Poznański Punkt Wymiany Ruchu, dzięki skróceniu ścieżki routingowej oraz czasu odpowiedzi serwerów, przyczynia się do polepszenia jakości dostępu do zasobów internetowych ulokowanych w sieciach podłączonych firm. Ma to istotne znaczenie zwłaszcza w przypadku treści multimedialnych, wrażliwych na opóźnienia pakietów protokołu IP.
W PIX-ie uruchomione są również serwery Google Global Cache. Dzięki nim operatorzy i ich klienci wymieniający się ruchem internetowym w PIX-ie uzyskują szybszy dostęp do usług internetowych firmy Google takich jak: YouTube, Google Maps, Google Earth pobieranie i aktualizacje przeglądarki Google Chrome oraz systemów ChromeOS i Android.